# Liste von Persönlichkeiten der Stadt Mayen
Die Liste der Persönlichkeiten der Stadt Mayen enthält Persönlichkeiten, die in Mayen geboren wurden oder gewirkt haben.

## Ehrenbürger
Eine Ehrenbürgerschaft besteht, wenn sie nicht aberkannt wird, bis zum Lebensende.
- Johann Ernst Adams (1827–1907), Bürgermeister a. D., Geh. Regierungs- und Landesrat
- Berthold von Nasse (1831–1906), Oberpräsident der Rheinprovinz
- Rudolf Grennebach (1840–1912), Bürgermeister a. D.
- Johannes Thees (1876–1958), Dechant, Geistl. Rat h.c
- Roger Mouza (1915–2003), Maire de Joigny
- Heinrich Dahmen (1901–1988), Bürgermeister a. D.
- Josef Hennerici (1890–1974), Amtsbürgermeister a. D.
- Hans Seichter (1923–2005), Politiker, Bürgermeister a. D., Landtagsabgeordneter
- Paul Knüpper (1930–2006), Kaufmann, Diözesanvorsitzender Kolpingwerk Trier, Landtagsabgeordneter
- Moritz J. Weig (1931–2005), Unternehmer
- Mario Adorf (* 1930), Schauspieler und Schriftsteller
- Ewald A. Hoppen (1938–2023), Unternehmer
- Therese Tutas (1935–2020), Hausfrau
- Albert Nell (1935–2021), Oberbürgermeister a. D., Landrat a. D.
- Rolf Schumacher (* 1949), Rektor a. D.

## Ehemalige Ehrenbürger
- Adolf Hitler (1889–1945), Reichskanzler
- Karl Litzmann (1850–1936), Politiker und General a. D.[1]

## Mayener Persönlichkeiten
- Stephan Ackermann (* 1963), Bischof
- Clemens Adams (1864–1941), Politiker (Zentrum)
- Mario Adorf (* 1930), Schauspieler und Schriftsteller
- Heinrich Alken (1753–1827), Bildhauer und Maler
- Bruno Becher (1898–1961), Rechtsanwalt, Vorsitzender der AOK Mayen (1930–1933), Landtagsabgeordneter (FDP), Justizminister in Rheinland-Pfalz (1951–1959)
- Klaus Berndl (* 1966), Schriftsteller und Historiker
- Heribert Bickel (1927–2010), Verwaltungsjurist, Präsident des OVG Koblenz und Vorsitzender des Verfassungsgerichtshofs Rheinland-Pfalz, Landrat, Justizminister, Stadtratsmitglied in Mayen (1984–1989)
- Christoph Böhr (* 1954), Politiker
- Friedrich Bölling (1844–1899), Generalmajor
- Günter Burg (1941), Dermatologe
- Carl Burger (1875–1950), Bildhauer, Medailleur und Fachschullehrer
- Herbert Christ (1929–2011), Romanist
- Christof Dahm (* 1957), Theologe, Historiker, Fachautor
- Elisabeth Dane (1903–1984), Biochemikerin und Hochschullehrerin
- Reinhard Dauber (* 1942), Kunsthistoriker und Architekt
- Ludwig Delius (1807–1888), Landrat in Mayen
- Ernst Diedenhofen (1898–1983), Politiker (NSDAP)
- Josef Endres (1927–1998), Gewerkschafter und Politiker, Landtagsabgeordneter der SPD
- Kurt Faßbender (* 1968), Rechtswissenschaftler
- Horst Feilzer (1957–2009), Fußballspieler
- Willi Fischer (1920–1991), Politiker und Bundestagsabgeordneter der SPD
- Josef Maria Frank (1895–1975), Schriftsteller
- Heinz Gemein (1906–1958), Politiker (GB/BHE)
- Franz Peter Hartung (1769–1844), Landrat in Mayen und Bürgermeister
- Emil van Hauth (1899–1974), Maler
- Heinrich Heimes (1855–1933), Maler
- Christoph Friedrich Heinle (1894–1914), Dichter
- Werner Helmes (1925–2008), Schriftsteller und Heimatkundler
- Günther Hennerici (1924–2000), Unternehmer und Motorsport-Teamchef
- Josef Hennerici (1890–1974), Politiker (SPD)
- Marc Hennerici (* 1982), Rennfahrer
- Edy Hildebrandt (1920–2014), Radiomoderator
- Jürgen Hosemann (* 1967), deutscher Autor und Lektor
- Karl-Joachim Hürter (* 1960), Hockeyspieler
- Wolfgang Junglas (* 1955), Journalist und TV-Produzent
- Wolfgang Kaes (* 1958), Schriftsteller
- Viktor Kaifer (1831–1913), Heimatdichter, Bürgermeister von Andernach, Mülheim am Rhein und Mönchengladbach
- Guido Karp (* 1963), deutscher Fotograf
- Otto Kesselkaul (1863–1933), Landrat von 1900 bis 1909
- Sibylle Keupen (* 1963), Dipl.-Pädagogin und Oberbürgermeisterin der Stadt Aachen
- Paul Knüpper (1930–2006), Kaufmann, Kommunalpolitiker, Diözesanvorsitzender Kolpingwerk Trier, Landtagsabgeordneter (CDU)
- Peter Knüpper (* 1954), Jurist, Professor für Zahnärztliche Berufskunde (LMU München), ehem. Bürgermeister der Verbandsgemeinde Bernkastel-Kues (1987–1992), ehem. Bürgermeister der Stadt Koblenz (1992–1995), ehem. Hauptgeschäftsführer der Bayerischen Landeszahnärztekammer (1995–2018), Herausgeber, Gründer und Autor majanum verlag, u. a. von Büchern zu den Lapidea-Symposien der Stadt Mayen.
- Hans Koeppen  (1913–1977), Historiker und Archivar
- Franz Koll (1936–1999), Schriftsteller
- Emmy Kreiten-Barido (1894–1985), Sängerin und Mutter des Pianisten Karlrobert Kreiten
- Balthasar Krems (1760–1813), Erfinder der Nähmaschine
- Tim Kruse (* 1983), Fußballspieler
- Werner Lamberz (1929–1978), Mitglied des Politbüros des Zentralkomitees der SED in der DDR
- Josef Lang (1880–1961), Gewerkschafter und Politiker (SPD)
- Florin Laubenthal (1903–1964), Nervenarzt
- Jacques Loeb (1859–1924), Biologe
- Leo Loeb (1869–1959), deutsch-US-amerikanischer Mediziner und Hochschullehrer
- Philipp Gottfried Maler (1893–1969), Schriftsteller
- Bernd Markert (* 1971), Bauingenieur
- Christoph Marzi (* 1970), Schriftsteller
- Sally Mayer (1889–1944), jüdischer Arzt, begleitete seine Patienten ins KZ Theresienstadt
- Dominik Meffert (* 1981), Tennisspieler
- Rabeya Müller (1957–2024), Islamwissenschaftlerin, muslimische Theologin und Religionspädagogin
- Albert Nell (1935–2021), Oberbürgermeister (1976–1990)
- Toni Nett (1912–2003), Sportwissenschaftler
- Matthias Ningel (* 1987), Musiker, Kabarettist, Texter und Musiktheoretiker
- Hansjörg Noe (* 1942), Pädagoge und Lokalhistoriker
- Friedrich Wilhelm Raiffeisen (1818–1888), Sozialreformer und Begründer der genossenschaftlichen Bewegung
- Günter Reitz (* 1943), Jurist und Politiker (CDU), Staatssekretär im Ministerium der Justiz, Brandenburg
- Heinz Renn (* 1940), Soziologe
- Ute Rettler (* 1961), Direktorin des Bundesrats
- Elisabeth Roock (1919–1995), Oberbürgermeisterin von Solingen
- Gertrude Rosenthal (1906–1989), Kunsthistorikerin
- Siegfried Rosenthal (1888–20. Jh.), Schifffahrtsunternehmer
- Peter Rosenzweig (1890–1952), Politiker (SPD)
- Reinhard Saftig (* 1952), Fußballtrainer und -manager
- Winfried Schäfer (* 1950), Fußballspieler und -trainer
- Elke Scheer (* 1965), Physikerin
- Ferdinand Scherf (* 1943), Historiker
- Hans-Ludwig Schilling (1927–2012), Komponist
- Jürgen Erich Schmidt (* 1954), Germanist
- Arne Schmitt (* 1984), Fotograf
- Harald Schmitt (* 1948), Fotoreporter
- Frank Schmitz (* 1963), Brigadegeneral des Heeres der Bundeswehr
- Franz Paul Schroeder (1890–1986), Bankdirektor, Politiker (Zentrum), Mitbegründer und Landtagsabgeordneter der CDU Rheinland-Pfalz
- Wolfgang Schroeder (* 1960), Politikwissenschaftler
- Peter Schumacher, Politiker und Landtagsabgeordneter des Zentrums
- Carl-Theodor Schütz (1907–1985), Abteilungsleiter bei der Sicherheitspolizei (SiPo) und des SD in Rom
- Ludwig Schütz (1838–1901), Philosophiehistoriker
- Hans Seichter (1923–2005), Politiker (SPD)
- Elke Seimetz (* 1961), Politiker (SPD)
- Walther Seinsch (* 1941), Fußballfunktionär
- Fritz Seitz (1905–1949); katholischer Priester im Bistum Speyer, langjähriger Häftling im KZ Dachau
- Franz-Josef Selig (* 1962), Opernsänger
- Jan Siewert (* 1982), Fußballspieler und -trainer
- Hans Jürgen Sittig (* 1957), Schriftsteller und Fotojournalist
- Anne Spurzem (* 1955), Politikerin
- Peter Steffens (1914–1989), Mundartdichter
- Friedrich Stein (1911–1987), Maler und Grafiker
- Franz von Steinaecker (1817–1852), Landrat
- Hermann von Steinäcker (1819–1846), Maler
- Oswald Mathias Ungers (1926–2007), Architekt und Architekturkritiker
- Karl Uller (1872–1959), Physiker
- Axel Wagner (* 1965), Jurist und Präsident des Landessozialgerichts Mecklenburg-Vorpommern
- Thomas Wagner (* 1971), Sportmoderator
- Stefan Weber (* 1962), Oberst des Heeres der Bundeswehr
- Albert Weiler (* 1965), Verwaltungs- und Betriebswirt, Politiker, Mitglied des Deutschen Bundestages
- Heiko Wiesenthal (* 1975), Sitzvolleyball- und Faustballspieler
- Joe Wulf (* 1961), Jazzposaunist, Sänger und Bandleader
- Erika Ziegler-Stege (1909–1997), Schriftstellerin
- Josef Zilliken (1872–1942), katholischer Priester der Diözese Trier, Verfolgter des NS-Regimes, Todesopfer im  KZ Dachau